# Festival de l'île de Wight
 (janvier 2021).
Si vous disposez d'ouvrages ou d'articles de référence ou si vous connaissez des sites web de qualité traitant du thème abordé ici, merci de compléter l'article en donnant les références utiles à sa vérifiabilité et en les liant à la section « Notes et références ».
Le Festival de l'île de Wight (en anglais : Isle of Wight Festival) est un festival de musique pop et rock britannique qui se tient annuellement à Newport sur l'île de Wight, dans le sud du Royaume-Uni. De sa création en 1968 à 1970, il s'agit d'un évènement lié à la contre-culture des années 1960, tout comme le Festival de Woodstock.
L'édition 1970, de par son ampleur et sa foule inattendue, a profondément marqué la politique britannique en termes de festival. En 1971, le Parlement britannique a ajouté au Isle of Wight County Council Act une section stipulant que les évènements en plein air ne pouvaient pas dépasser les 5 000 participants, sauf après une autorisation spéciale.

## Festival original (1968-1970)

### Édition 1968 (31 août-1erseptembre)
En 1968, le festival a lieu pour la première fois. Il est organisé par les frères Foulk (Ron, Bill et Ray Foulk (en)) par le biais de leur compagnie Fiery Creations Limited. Le festival a lieu à Ford Farm (près de Godshill). Les principaux artistes sont Jefferson Airplane, Arthur Brown et T.Rex. 10 000 personnes ont assisté aux concerts.
- Artistes : Jefferson Airplane, Arthur Brown, The Move, T.Rex, Smile, Fairport Convention, The Pretty Things, Orange Bicycle (en), Plastic Penny (en), The Mirage (en), Blonde on Blonde (en), Aynsley Dunbar Retaliation[6].

### Édition 1969 (29-31 août)

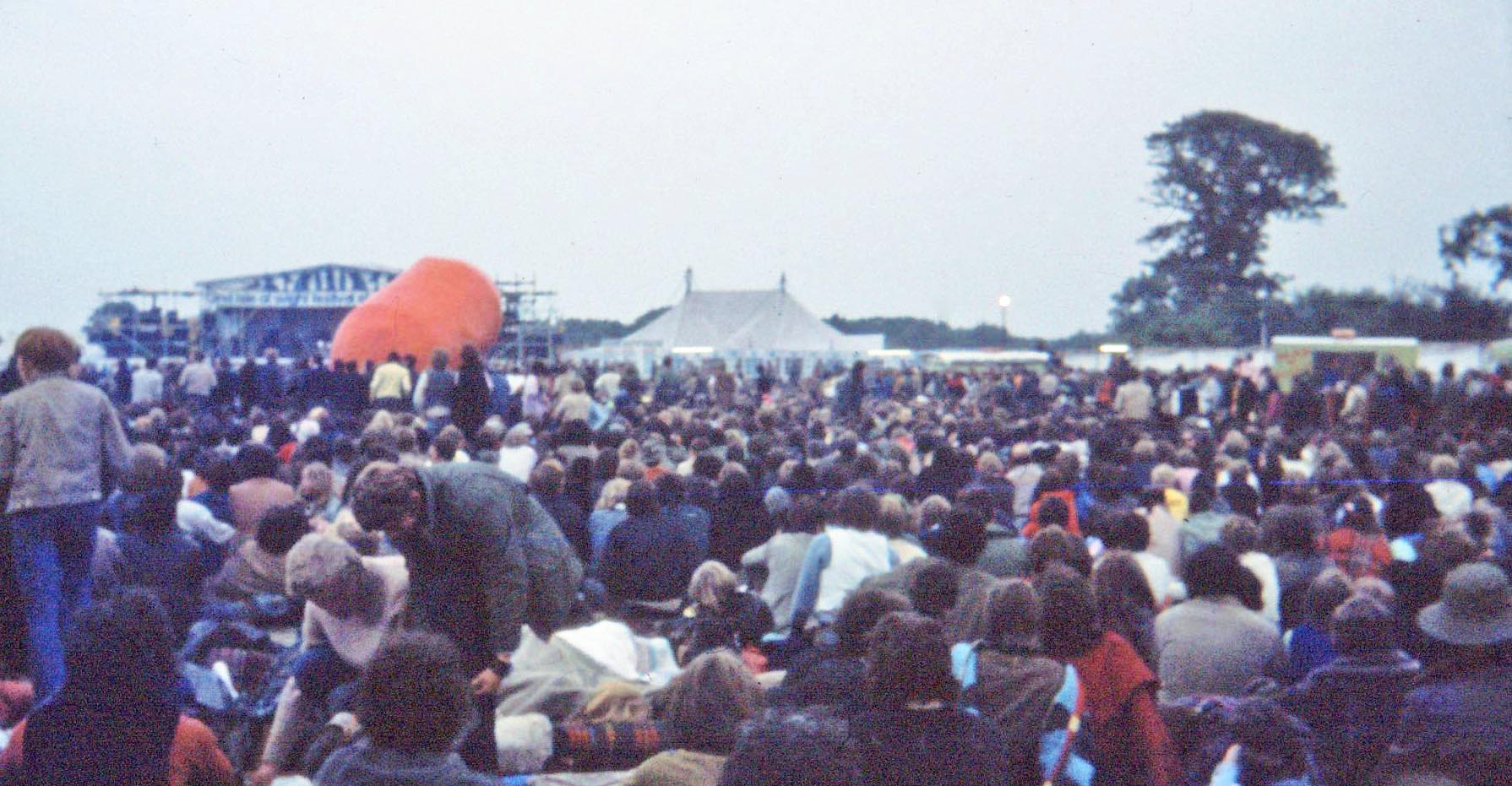
La foule en 1969

L'édition 1969 a comme tête d'affiche Bob Dylan et son groupe. Il s'agit du premier concert rémunéré de Dylan après son accident de moto, près de trois ans auparavant. Pour cette raison, de grands groupes de spectateurs se sont déplacés au concert. On estime qu'entre 150 000 et 250 000 personnes ont assisté au concert. Le festival s'ouvre le 29 août 1969, onze jours après le Festival de Woodstock, par un concert gratuit. Il prend place à Woodside Bay, près de Ryde.
Artistes,:
- The Who, The Moody Blues, Fat Mattress (en), Joe Cocker, Bonzo Dog Band, Free, Family, The Pretty Things, Marsha Hunt & White Trash, Battered Ornament, Aynsley Dunbar Retaliation, Blodwyn Pig, Gypsy (en), King Crimson (annulé), Blonde on Blonde, Edgar Broughton Band (samedi 30).
- Bob Dylan & The Band, Richie Havens, Tom Paxton, Pentangle, Julie Felix, Gary Farr (en), Liverpool Scene, Indo Jazz Fusion, Third Ear Band (en) (dimanche 31).

### Édition 1970 (26-30 août)

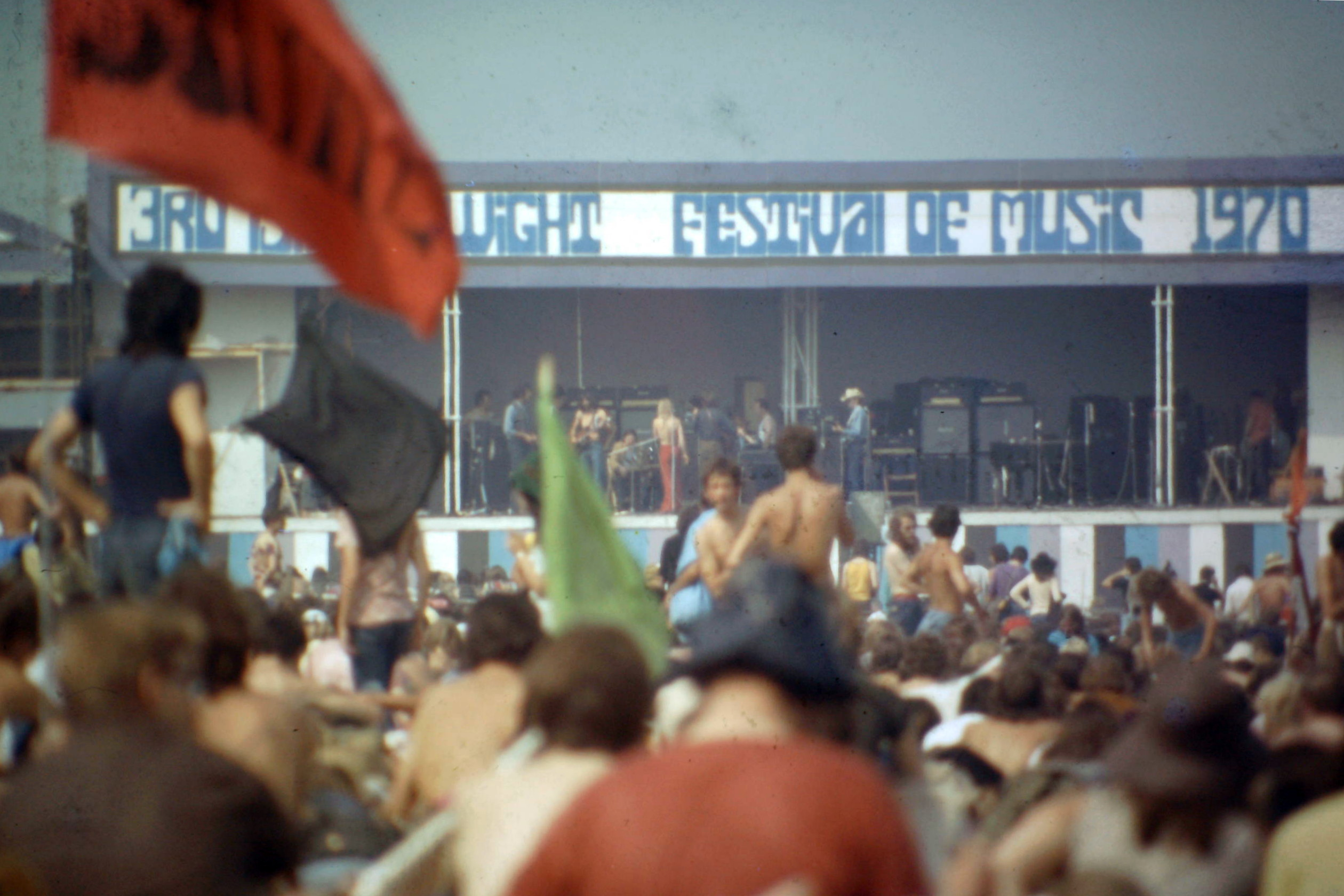
La foule en 1970

L'édition 1970 est la plus grande des trois éditions, et se tient à Afton Down (près de Freshwater). D'après la légende, il s'agit de l'évènement qui a accueilli le plus de monde de toute l'histoire de la musique, avec près de 600 000 spectateurs au total, dépassant la foule de Woodstock. Parmi plus de 50 musiciens/groupes, les principaux étaient Jimi Hendrix, The Doors, The Who, Free, Chicago, Leonard Cohen et Jethro Tull.
Le festival a également fait l'objet d'un film réalisé par Murray Lerner. Les enregistrements ont fait l'objet d'une discorde entre les frères Foulk et le réalisateur, notamment en termes de répartition des gains des ventes. En fin de compte, le film est sorti sous le nom Message of Love en 1996. Plusieurs extraits de ce film sont sortis par l'intermédiaire des artistes, soit pour un film, soit pour un clip.
Artistes :
- Rosalie Sorrels, Judas Jump (en), Kathy Smith, Redbone (annulé), Kris Kristofferson, Mighty Baby (en), David Bromberg (mercredi 26).
- Gary Farr, Supertramp, Black Widow, Everyone with Andy Roberts (en), Howl, The Groundhogs, Ray Owen, Terry Reid, Gilberto Gil, Gracious! (en) (jeudi 27).
- Fairfield Parlour, Lighthouse, Chicago, Taste, Family, Cactus, Arrival (en), Procol Harum, Tony Joe White, The Voices of East Harlem (vendredi 28).
- Cat Mother (en) (annulé), Sly and the Family Stone, Mungo Jerry, John Sebastian, Shawn Phillips, Miles Davis, Free, Emerson, Lake and Palmer, The Doors, Joni Mitchell, Ten Years After, The Who, Lighthouse, Tiny Tim, Melanie (samedi 29).
- Good News, Kris Kristofferson, Ralph McTell, Heaven (en), Free, Donovan, Pentangle, The Moody Blues, Jethro Tull, Jimi Hendrix, Joan Baez, Leonard Cohen, Richie Havens (dimanche 30).

Les 28, 29 et 30 août 1970, le festival de l'île de Wight rassemble près de 600 000 spectateurs. Il atteint son sommet historique avec les prestations de Jimi Hendrix, Miles Davis, Emerson, Lake and Palmer ou encore The Who et The Doors. Il voit, cette même année, une des dernières prestations des Doors. Un double album est paru sous le titre The Isle of Wight Festival 1970.

### Arrêt du festival
Par la suite, conséquemment à la mort de plusieurs célébrités musicales (Hendrix, Morrisson entre-autres), le festival n'a plus lieu, et ce jusqu'en 2002.

## Nouvelles éditions (2002-)
Depuis 2002, le festival est organisé à Newport sur le site du Seaclose Park (en).

### Rock Island 2002
- Date : 3 juin 2002
- Spectateurs : entre 8 000 et 10 000 (capacité totale : 22 000)
- Artistes : The Charlatans, Robert Plant, Starsailor, Ash, Hundred Reasons, The Coral, The Bees, DNA Doll, Johnny 4, Neglected Youth.

### Isle of Wight Festival 2003
- Dates : 14 – 15 juin 2003[14]
- Spectateurs : environ 15 000

Artistes :
- Paul Weller, Starsailor, Iggy Pop, John Squire, The Cooper Temple Clause, The Thrills, The Burn (samedi 14).
- Bryan Adams, Counting Crows, Hell Is for Heroes (en), The Darkness, The Raveonettes, The Basement, Jimmy's Big Fish (dimanche 15).

### The Nokia Isle of Wight Festival '04
- Sponsor : Nokia
- Dates : 11 – 13 juin 2004
- Spectateurs : environ 35 000

Artistes :
- Stereophonics, Groove Armada, Super Furry Animals, 20-22s, The Duke Spirit (en) (vendredi 11).
- The Who, Manic Street Preachers, Jet, British Sea Power, Steve Harley & Cockney Rebel, Proud Mary, Leah Wood Group, Puzzle Muteson (en)(samedi 12).
- David Bowie, The Charlatans, Snow Patrol, Delays (en), Suzanne Vega, The Ordinary Boys, Jerry Fish & The Mudbug Club (en) (dimanche 13).

### The Nokia Isle of Wight Festival 2005
- Sponsor : Nokia
- Dates : 10 – 12 juin 2005
- Spectateurs : environ 50 000

Artistes :
- Faithless, Razorlight, Supergrass, Idlewild, The Black Velvets (en), The Mighty Roars (en) (vendredi 10).
- Travis, Roxy Music, Feeder, Goldie Lookin' Chain (en), Babyshambles, Ray Davies, Nine Black Alps, Tara Blaise (en), Jackson Analogue, Los Fantasmas (en) (samedi 11).
- R.E.M., Snow Patrol, Embrace, Starsailor, The Magic Numbers, The Subways, Caravan, Countermine (en), Kate Aumonier (en) (dimanche 12).

### The Nokia Isle of Wight Festival 2006
- Sponsor : Nokia
- Dates : 9 – 11 juin 2006
- Spectateurs : environ 60 000

Artistes :

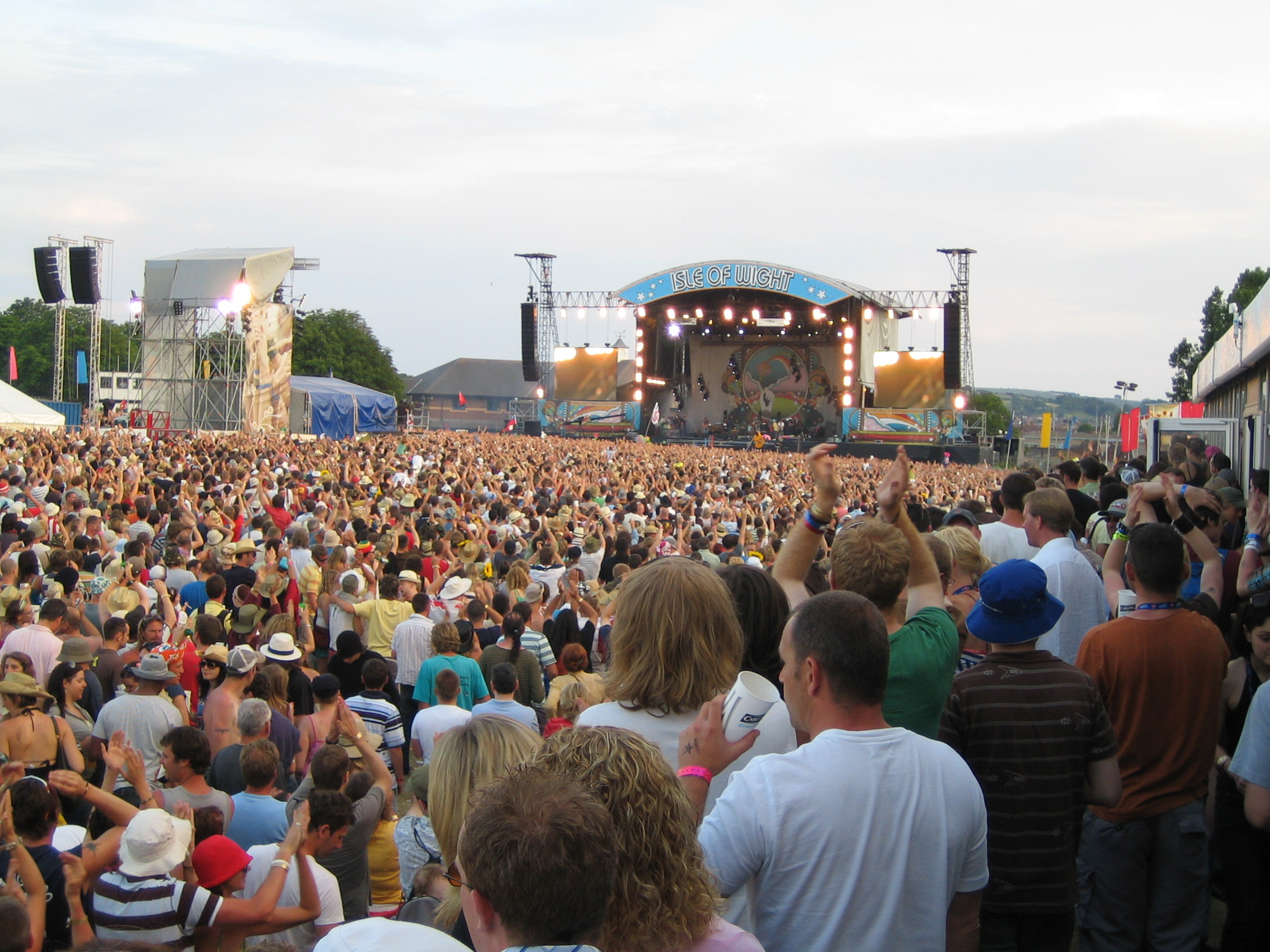
La foule et la scène principale, 2006

- The Prodigy, Placebo, Goldfrapp, The Rakes, Morning Runner (en) (vendredi 9).
- Foo Fighters, Primal Scream, Editors, Dirty Pretty Things, The Kooks, The Proclaimers, Suzanne Vega, The Upper Room (en), 747's, The On Offs (samedi 10).
- Coldplay, Richard Ashcroft, Lou Reed, Maxïmo Park, Kubb (en), Procol Harum, Delays, Marjorie Fair (en), CatHead (en), The Windows, Skyline Heroes (dimanche 11).

### Isle of Wight Festival 2007
- Dates : 8 – 10 juin 2007
- Spectateurs : environ 65 000

Artistes :

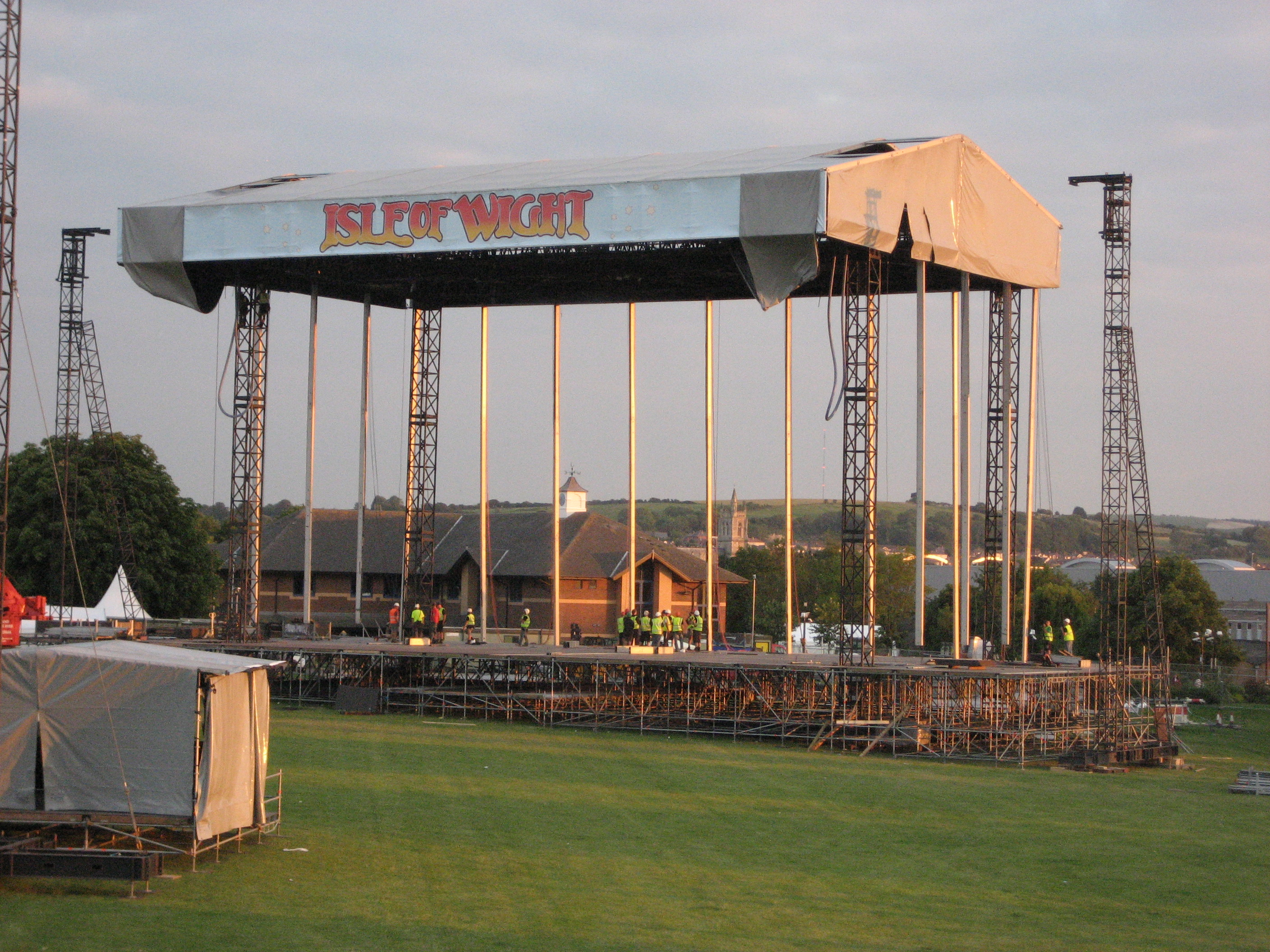
Chapiteau en construction du festival 2007.

- Snow Patrol, Groove Armada, The Feeling, Echo & the Bunnymen, Koopa (en) (vendredi 8).
- Muse, Kasabian, Ash, Wolfmother, Amy Winehouse, Donovan, Arno Carstens (en), Carbon/Silicon, The Thirst (en), The Menschen (samedi 9).
- The Rolling Stones, Keane, The Fratellis, Paolo Nutini, James Morrison, Melanie C, Country Joe McDonald, The Hedrons (en), Siniez (dimanche 10).

### Isle of Wight Festival 2008
- Dates : 13 – 15 juin 2008
- Spectateurs : environ 65 000

Artistes :

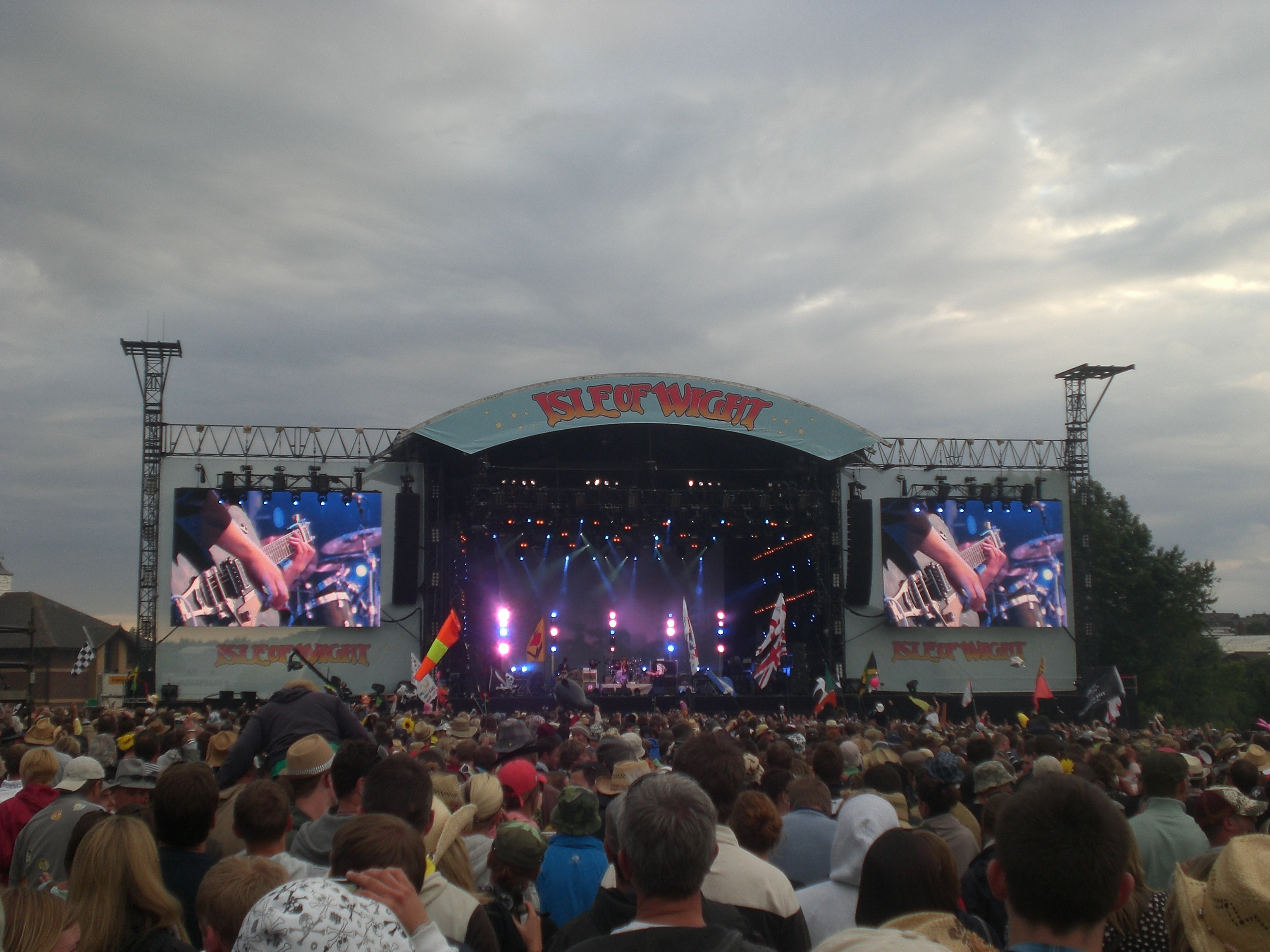
La scène en 2008.

- Kaiser Chiefs, N.E.R.D, KT Tunstall, The Hoosiers, The Wombats, Joe Lean and the Jing Jang Jong (en), The Answer (vendredi 13).
- The Sex Pistols, Ian Brown, Iggy & The Stooges, The Zutons, The Enemy, Kate Nash, The Cribs, Amy Macdonald, One Night Only, Black Stone Cherry, Kosmik Debris (samedi 14).
- The Police, The Kooks, James, Starsailor, Scouting for Girls, Newton Faulkner, Delays, We See Lights (en), Proximity Effect (dimanche 15).

### Isle of Wight Festival 2009
- Dates : 12 – 14 juin 2009
- Spectateurs : environ 50 000

Artistes (scène principale) :

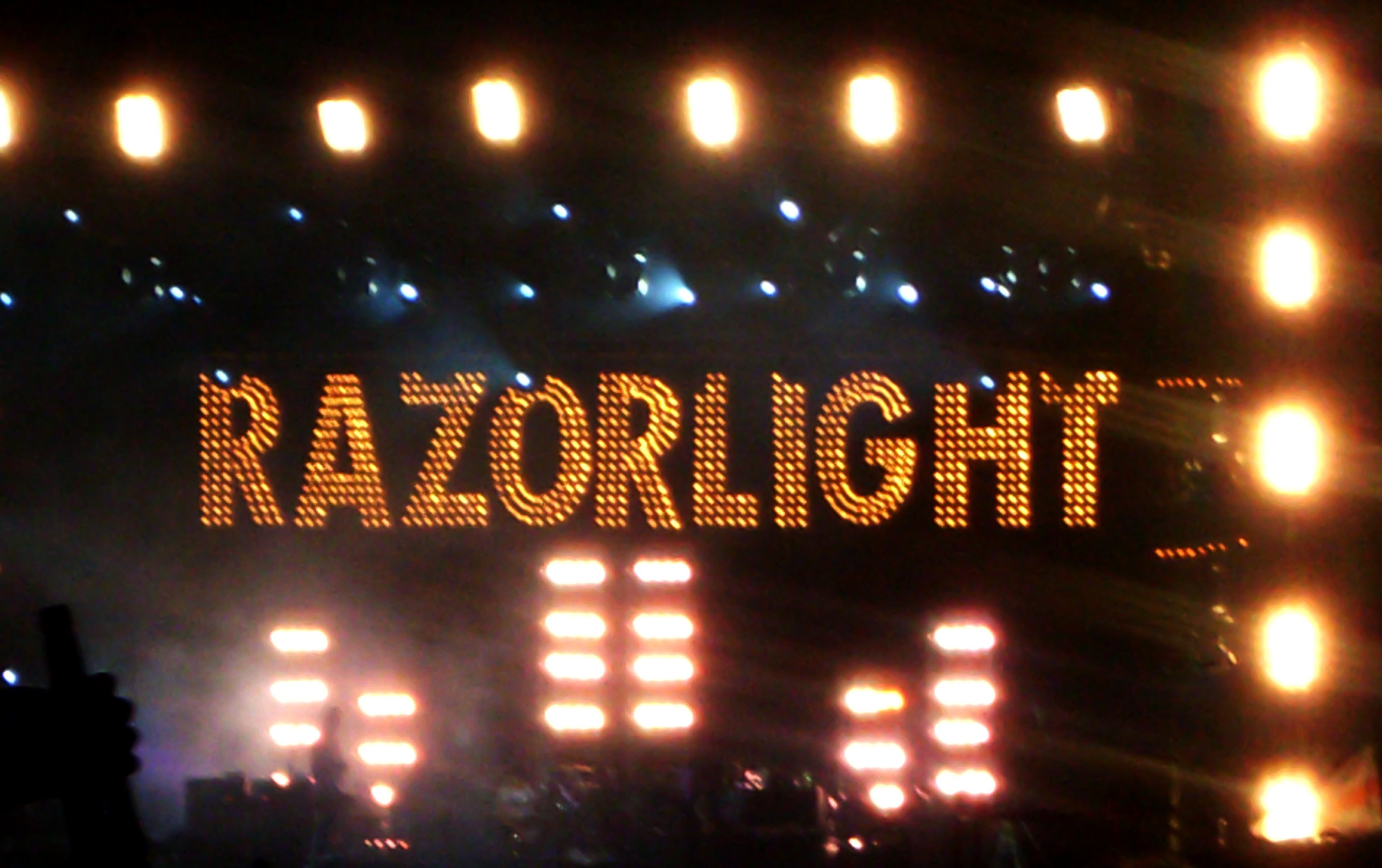
Razorlight au Isle of Wight Festival 2009

- The Prodigy, Basement Jaxx, Pendulum, The Ting Tings, Iglu & Hartly (en), Sneaky Sound System (vendredi 12).
- Stereophonics, Razorlight, Maxïmo Park, White Lies, Paolo Nutini, The View, Sharon Corr, The Rifles (en), The Zombies, The Yeah You's (en), Majortones (samedi 13).
- Neil Young, Pixies, Simple Minds, The Pigeon Detectives, The Script, Goldie Lookin' Chain, Judy Collins, Arno Carstens, Papa Do Plenty (dimanche 14).

Artistes (The Big Top Arena) :
- The Human League, King Meets Queen, The Complete Stone Roses (en), Rusty Egan (en) (jeudi 11, hors festival).
- Bananarama, Ladyhawke, Alesha Dixon, The Noisettes, Beverley Knight, Eddi Reader, Pixie Lott, Rusty Egan (vendredi 12).
- Australian Pink Floyd, Ultravox, Calvin Harris, McFly, Will Young, Mercury Rev, The Rakes, The Maccabees, Jessie Evans, The Operators (en), The Arcadian Kicks (en), Deborah Hodgson, Rusty Egan (samedi 13).
- The Charlatans, Killing Joke, The Horrors, Back Lips, The Rumble Strips (en), The Pains of Being Pure at Heart, Hatcham Social (en), S.C.U.M (en), Poppy & the Jezebels (en), We Could Be Giants, Dance For Burgess, Tim Burgess (en), Rhys Webb, The She Set (dimanche 14).

### Isle of Wight Festival 2010
- Dates : 11 - 13 juin 2010

Artistes (scène principale) :
- Jay-Z, Florence and the Machine, Calvin Harris, Doves, Mr Hudson, Hockey, Waterburner (vendredi 11).
- The Strokes, Blondie, Biffy Clyro, Vampire Weekend, Crowded House, Paloma Faith, The Hold Steady, Melanie, Detroit Social Club (samedi 12).
- Paul McCartney, Pink, Editors, Spandau Ballet, Friendly Fires, The Courteeners, Suzanne Vega, The Coronas (en), Paper Romance (en) (dimanche 13).

Artistes (The Big Top Arena) :
- Squeeze (jeudi 10, hors festival).
- Suzi Quatro, Juliette Lewis, Marina And The Diamonds, Shakespears Sister, Wonderland (en), Woman, Daisy Dares You (en), I Blame Coco (vendredi 11).
- Orbital, La Roux, N-Dubz, The Saturdays, Noah and the Whale, Devendra Banhart, Bombay Bicycle Club, Semi Precious Weapons, The Brilliant Things (en), The Arcadian Kicks (samedi 12).
- James, Ocean Colour Scene, Local Natives, Reef, Steve Harley and Cockney Rebel, The Big Pink, The Alarm, Saint Jude (dimanche 13).

### Isle of Wight Festival 2011
- Dates : 10 - 12 juin 2011
- Spectateurs : environ 65 000

Artistes (scène principale) :
- Kings of Leon, Kaiser Chiefs, The Courteeners, Band of Horses, We Are Scientists, Big Country (vendredi 10).
- Foo Fighters, Pulp, Iggy & The Stooges, Seasick Steve, Mike + The Mechanics, Hurts, Stornoway (en), Lissie, The Vecks (samedi 11).
- Kasabian, Beady Eye, The Script, Plan B, Pixie Lott, Two Door Cinema Club, James Walsh (en), Stu Collins, Jeff Beck (dimanche 12).

Artistes (The Big Top Arena) :
- Boy George, ABC (jeudi 9, hors festival).
- Joan Jett and The Blackhearts, Alexandra Burke, Eliza Doolittle, Imelda May, Sharon Corr, Wonderland, Edei (en), Laura Steel (vendredi 10).
- The British Pink Floyd Show, Tom Jones, Chase and Status, Maverick Sabre (en), Parade, The Cult, Wild Beasts, The Vaccines, Semi Precious Weapons, Our Ford (samedi 11).
- Manic Street Preachers, Public Image Limited, Cast, Hadouken!, Nick Lowe, Brother (en), Various Cruelties (en), Springbok Nude Girls, Twenty Twenty (en) (dimanche 12).

### Isle of Wight Festival 2012
- Dates : 22 - 24 juin 2012
- Spectateurs : environ 55 000

Artistes (scène principale) :

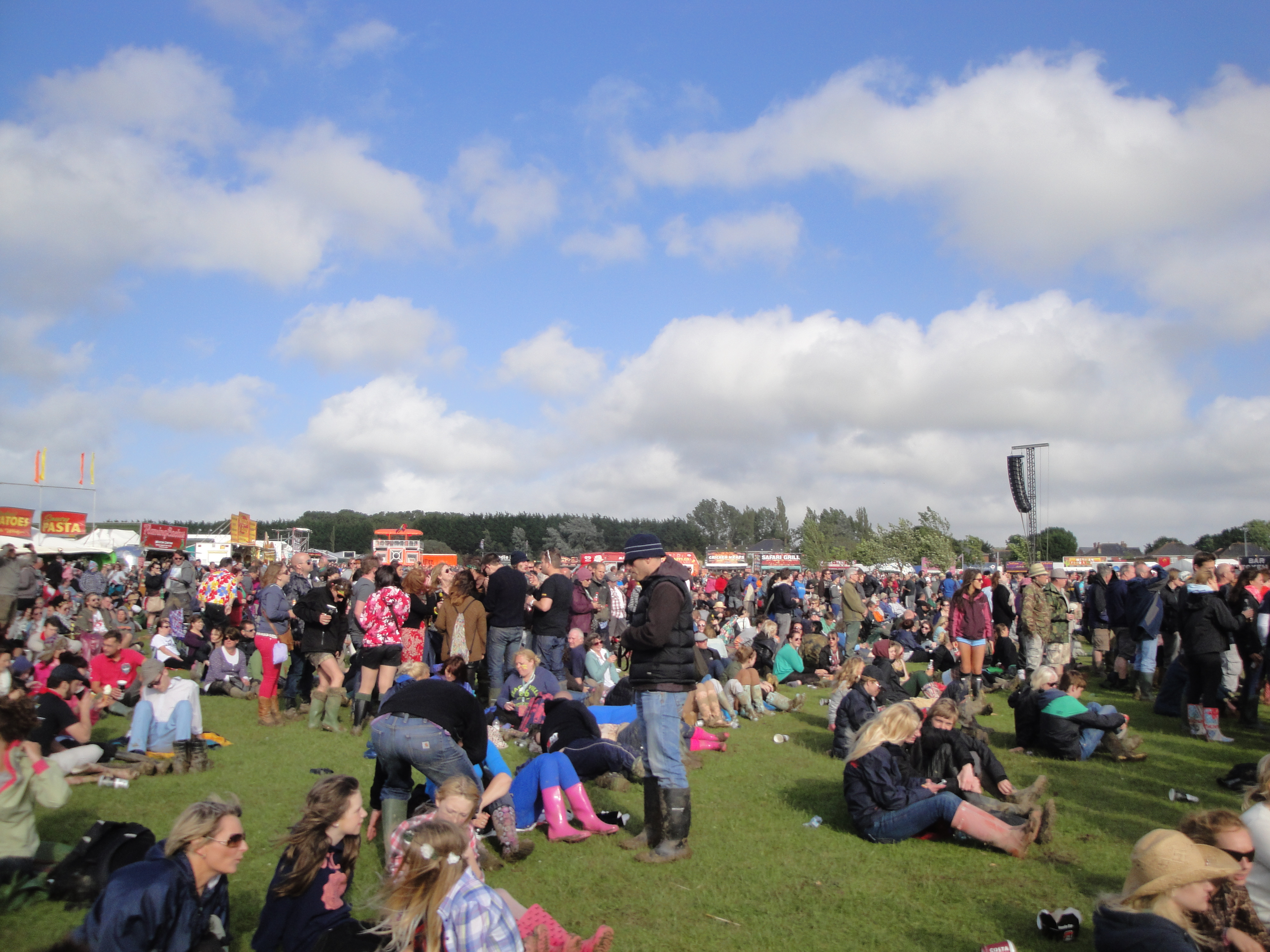
La foule avant un concert, 2012

- Tom Petty and The Heartbreakers, Elbow, Example, Noah and the Whale, Feeder (vendredi 22).
- Pearl Jam, Biffy Clyro, Tinie Tempah, Jessie J, Madness, Labrinth, Big Country, James Walsh, Signals (samedi 23).
- Bruce Springsteen & The E Street Band, Noel Gallagher's High Flying Birds, The Vaccines, Band of Skulls, Joan Armatrading, Steve Hackett, The Minutes (en), Naked Fridays (dimanche 24).

Artistes (The Big Top Arena) :
- Primal Scream, The Stranglers, Penguin Prison (jeudi 21, hors festival).
- Groove Armada, Enter Shikari, DJ Fresh, Lana Del Ray, Kelis, Caro Emerald (vendredi 22).
- Magnetic Man, Professor Green, Wretch 32 (en), Katy B, Loick Essien (en), StooShe, Clement Marfo & The Frontline, Hue and Cry (en), Boyce Avenue, The Brilliant Things (samedi 23).

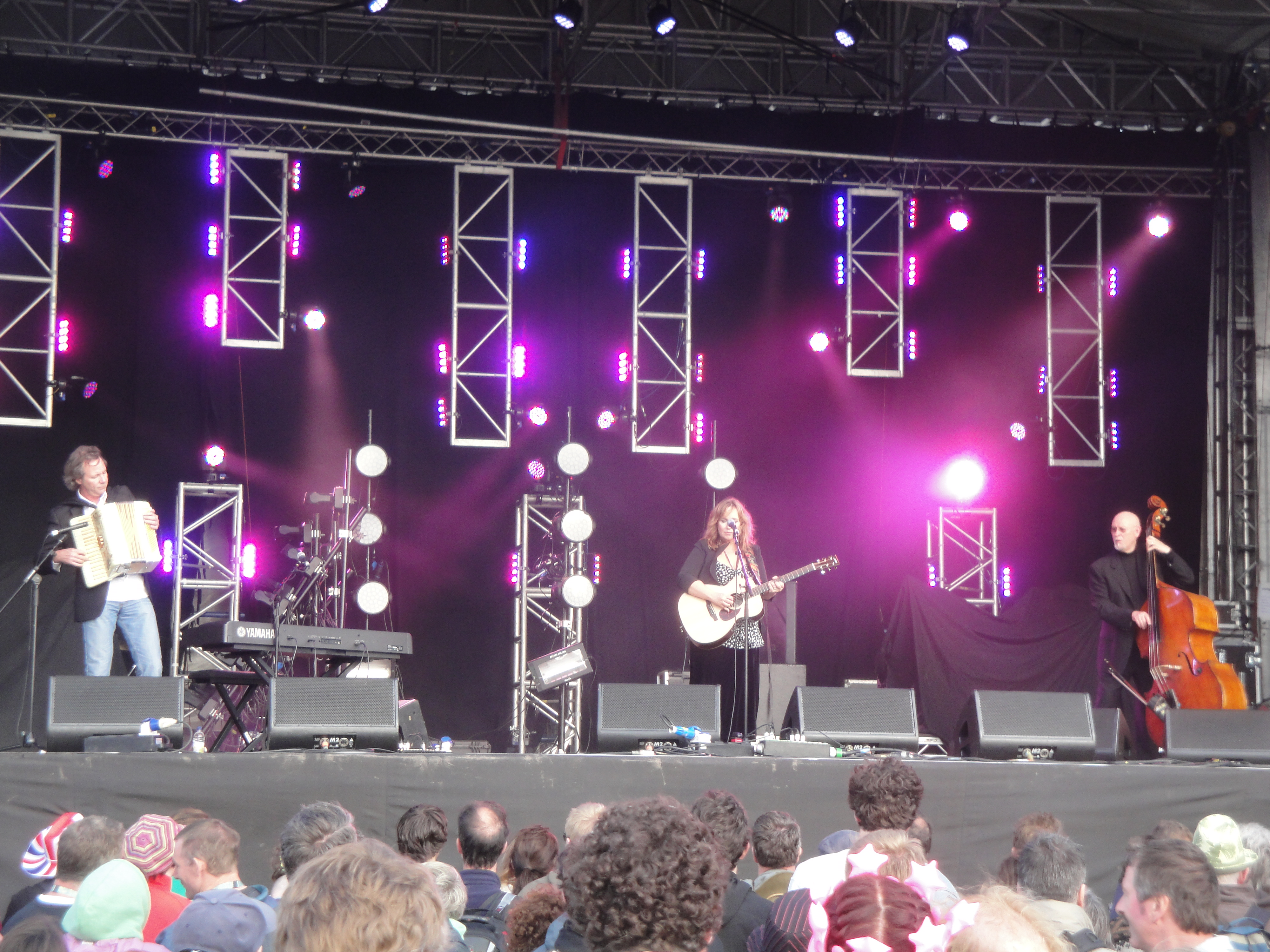
Gretchen Peters sur le Garden Stage, 2012

- Gretchen Peters sur le Garden Stage, 2012The Darkness, Ash, Pulled Apart By Horses, Black Stone Cherry, The Virgin Marys, Spector, Zulu Winter (en), The Milk, Switchfoot (dimanche 24).

Artistes (Garden Stage) :
- Brit Floyd: The Pink Floyd Tribute Show, Howard Jones, Stackridge, Cerys Matthews, Tensheds (jeudi 21, hors festival).
- Crystal Castles, Best Coast, Dry the River (en), Gretchen Peters (en), Pronghorn, Boy Genius (vendredi 22).
- The Charlatans, Miles Kane, X, Thunderclap Newman, Andrew Roachford, Sadie and the Hot Heads, The Christians, Terry Reid, Tobi, Andy Fraser, The Real D'Coy, Sofia (samedi 23).
- The Pierces, Christina Perri, Melanie C, Beth Hart, Suzanne Vega, James Walsh, Matt Cardle, Fallulah (en), Molly McQueen (dimanche 24).

### Isle of Wight Festival 2013
- Dates : 14 - 16 juin 2013
- Spectateurs : environ 58 000

Artistes :

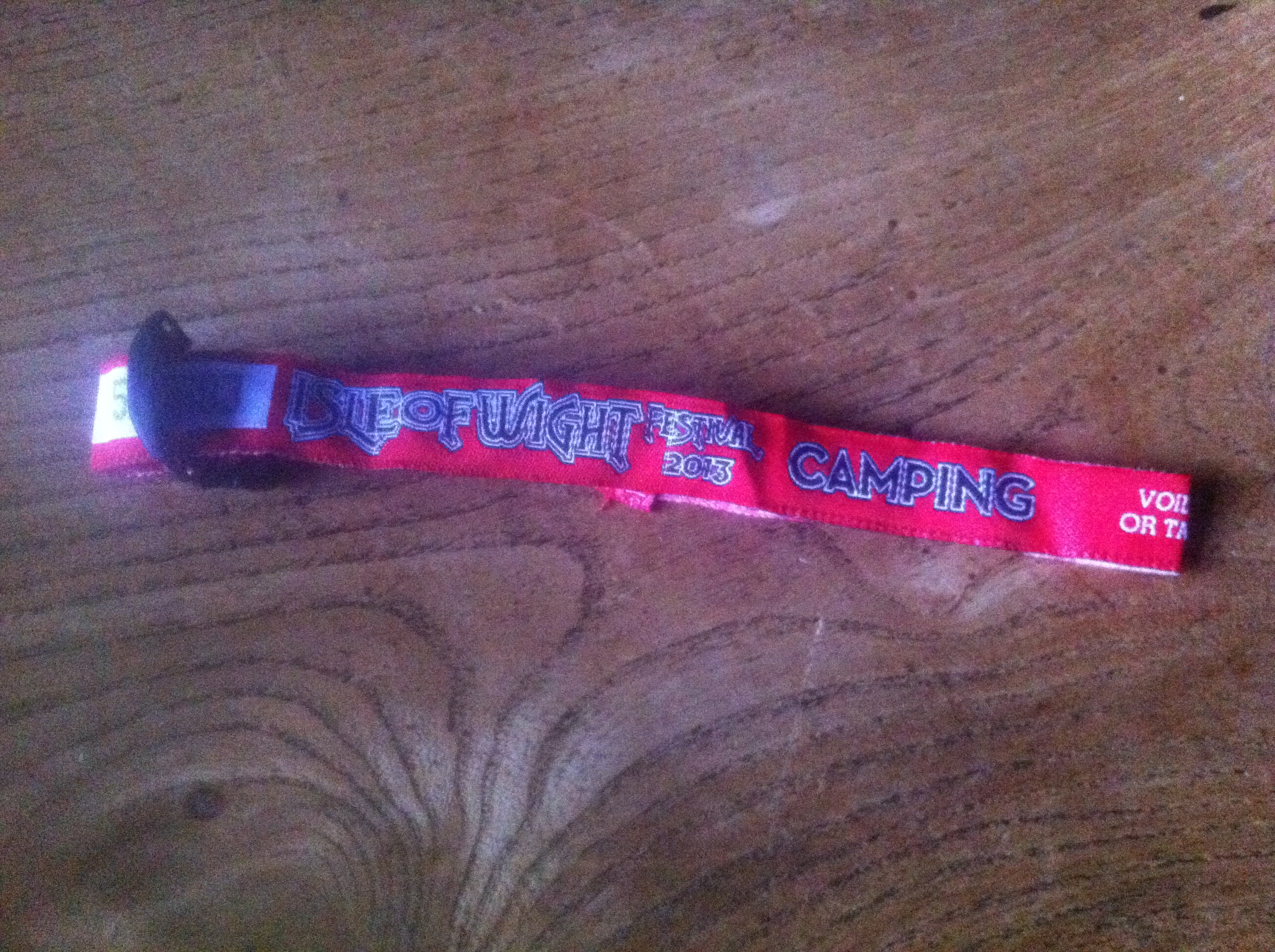
Le bracelet pour le camping, 2013

- Happy Mondays, The Farm (en), The Blockheads (en), Pronghorn, Stackridge, Lez Zeppelin (jeudi 13, hors festival).
- The Stone Roses, Paul Weller, Emeli Sandé, Jake Bugg, Ellie Goulding, Palma Violets, The Levellers, Fun, Lianne La Havas, Hugh Cornwell (vendredi 14).
- The Killers, Bloc Party, The Maccabees, Ben Howard, Laura Mvula, Bonnie Raitt, Ian Hunter, Willy Mason (en), Kesha, Lawson, Devlin, Willy Moon, Steve Forbert (samedi 15).
- Bon Jovi, The Script, Paloma Faith, Newton Faulkner, Little Angels (en), Steve Harley and Cockney Rebel, I Am Kloot, Blondie, Imperial Teen (en), Young Guns, Kids in Glass Houses, Imagine Dragons, Kodaline, Republica, Tracer (en) (dimanche 16).

### Isle of Wight Festival 2014
- Dates : 13 - 15 juin 2014
- Spectateurs : environ 58 000

Artistes :

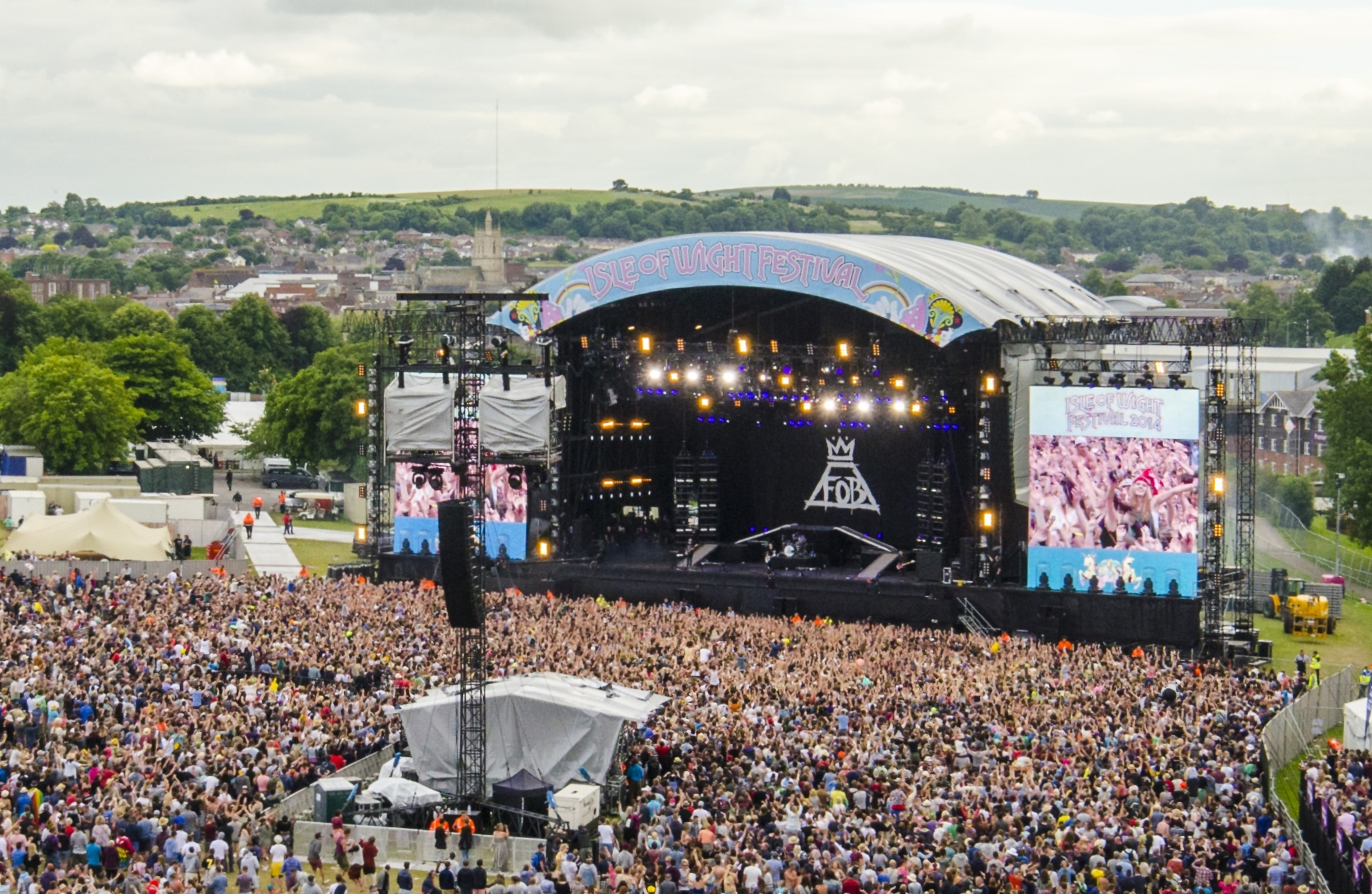
La scène principale en 2014 depuis la grande roue

- Biffy Clyro, Calvin Harris, Rudimental, Tom Odell, Starsailor, Lawson (vendredi 13).
- Red Hot Chili Peppers, The Specials, The 1975, John Newman, The Waterboys, The Pretty Reckless, Nina Nesbitt, Rival Sons, Jesse Clegg, Little Eye (en) (samedi 14).
- Kings of Leon, Suede, Fall Out Boy, Passenger, Ella Eyre, The Move, The Delays, Naked Fridays (dimanche 15).

### Isle of Wight Festival 2015
- Dates : 11 - 14 juin 2015
- Spectateurs : environ 58 000

Artistes :
- Blur, Fleetwood Mac, The Black Keys, The Prodigy, Pharrell Williams, Paolo Nutini, You Me at Six, James, First Aid Kit, Courteeners, Counting Crows, Kool and the Gang, Imelda May, James Bay, Kodaline, Jessie Ware, The Struts, Jess Glynne, Suzanne Vega, Jethro Tull's Ian Anderson, The Rainband (en) (scène principale).
- Groove Armada, Paul Oakenfold, Ash, Billy Idol, The Charlatans, UB40's Ali Campbell, Astro and Mickey Virtue, Foxes, The Lightning Seeds, The View, Visconti & Woodmansey, The Shires (en), Stiff Little Fingers, Chicks on Speed, Coasts, La Femme, Sharon Corr, The Pretty Vicious, Ruen Brothers, Larkin Poe, Sunset Sons, Sheppard, Geno Washington & the Ram Jam Band (en), Noasis (The Big Top Arena).
- Ben Montague (en), The High Kings, Bethia Beadman, Claydon Connor, The Carnabys, Germein Sisters (en), Little Eye, Honey Ryder (en), King Eider, Pronghorn, Tim Arnold (en), Sam Jones (Hard Rock Stage).

### Isle of Wight Festival 2016
- Dates : 9 - 12 juin 2016
- Spectateurs : environ 58 000

Artistes (scène principale) :
- Faithless, Stereophonics, Everything Everything, Jess Glynne, Busted, Reverend and the Makers (vendredi 10).
- The Who, Richard Ashcroft, Iggy Pop, The Kills, The Corrs, Turin Brakes, Alabama 3 (en), Sunset Sons, Polly Money (samedi 11).
- Queen + Adam Lambert, Ocean Colour Scene, The Cribs, Mike + The Mecanics, Half Moon Run, Twin Atlantic, The High Kings, The Orders (dimanche 12).

Artistes (The Big Top Arena) :
- Status Quo, Cast, Maxi Jazz & The E-Type Boys, The Dolls (jeudi 9).
- Sigma, Joanne Shaw Taylor, Lissie, Gabrielle Aplin, Black Violin (en), Blossoms, Kerri Watt (en) (vendredi 10).
- Pendulum, Liz Cornick, Adam and the Ants, The Damned, Buzzcocks, The Godfathers, The Dolls, The High Kings, Germein Sisters, Simon Townshend, Bang Bang Romeo (en), Wild Youth, The Lounge Kittens (en) (samedi 11).
- Feeder, The Wonder Stuff, Reef, Sixx:A.M., The Family Rain (en), The Second Sons (en), The Carnabys, Ben Montague, The Novatones (dimanche 12).

### Isle of Wight Festival 2017
- Dates : 8 - 11 juin 2017
- Spectateurs : environ 58 000

Artistes, :
- Razorlight, Starsailor, The Alarm, The Sex Pissed Dolls (jeudi 8).
- David Guetta, Run-DMC, Kaiser Chiefs, Rag'n'Bone Man, The Pretenders, Jonas Blue, Nothing But Thieves, Alison Moyet, Ward Thomas (en), Lucy Spraggan, Paradisia (vendredi 9).
- Arcade Fire, Catfish and the Bottlemen, Example + DJ Wire, The Kooks, Zara Larsson, Texas, Jack Savoretti (en), Melanie C, Tom Chaplin, The Slow Readers Club (en), Space, The Showhawk Duo, Elle Exxe, Bang Bang Romeo, Alex Francis, The Germein Sisters, Victoria, The Novatones, The Second Sons (samedi 10).
- Rod Stewart, Bastille, George Ezra, Clean Bandit, Imelda May, The Shires, The Vamps, Scouting for Girls, The Strypes, The Undertones, The Sherlocks, The Amazons, Judas, Wild Front (dimanche 11).

### Isle of Wight Festival 2018
- 50e anniversaire du festival (1968-2018)
- Dates : 21 - 24 juin 2018

Artistes (scène principale) ,, :
- Kasabian, The Script, Nile Rodgers & Chic, Rita Ora, Walking on Cars (en), Bang Bang Romeo (vendredi 22).
- Depeche Mode, Liam Gallagher, James Bay, Blossoms, Kodaline, Jessie J, SG Lewis (en), SlyDigs, Wild Front (samedi 23).
- The Killers, Manic Street Preachers, Van Morrison, Camila Cabello, Sheryl Crow, Hurts, Hudson Taylor (en), Gerry Cinnamon (en) (dimanche 24).

Artistes (The Big Top Arena) ,, :
- The Wombats, Hot Dub Time Machine (en), T.Rextasy (jeudi 21).
- Chase and Status, Feeder, Circa Waves, Tom Grennan, Kara Marni, Judas (vendredi 22).
- Haçendia Classical, Soul II Soul, Rak-Su, Tokio Myers (en), Mullally, Louise, Catherine McGrath (en), Rothwell, Paradisia (samedi 23).
- Sigrid, Travis, LANY (en), The Pretty Things, The Skids, The Professionals, Get Cape. Wear Cape. Fly (en), Ten Tonnes (en) (dimanche 24).

### Isle of Wight Festival 2019
- Dates : 13 - 16 juin 2019
- Spectateurs : environ 59 000

Artistes (scène principale), :

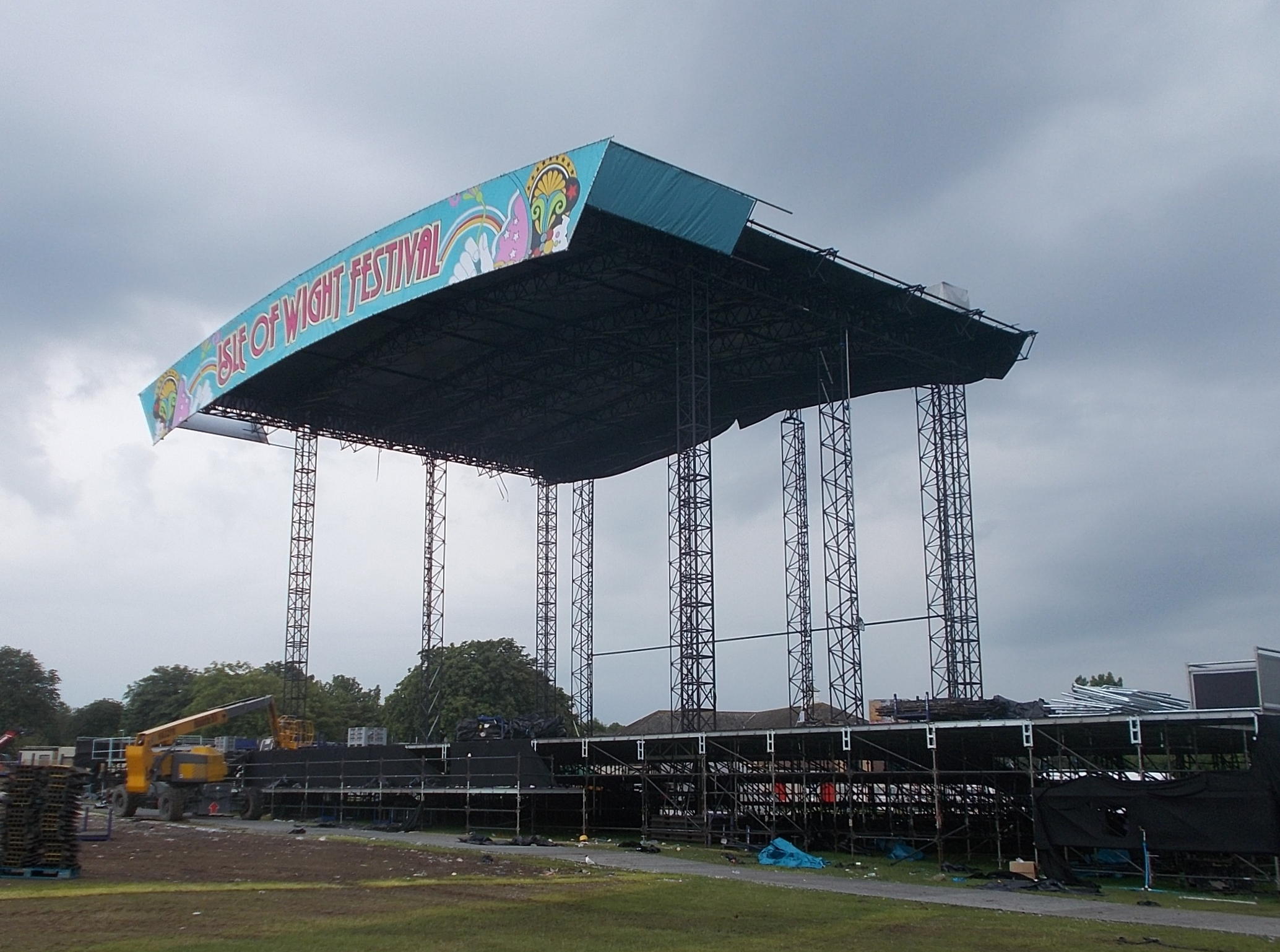
Démontage de la scène principale en 2019

- Noel Gallagher's High Flying Birds, The Courteeners, Lily Allen, James, Gerry Cinnamon, Creeper, DMA's (en), Wild Front (vendredi 14).
- George Ezra, Fatboy Slim, Bastille, Anne-Marie, Rick Astley, Sundara Karma (en), KT Tunstall, Andrew Roachford, Electric Enemy (samedi 15).
- Biffy Clyro, Richard Ashcroft, Madness, Sigrid, Tom Walker, Björn Again (en), Ferris & Sylvester (en), Sub Pacific (dimanche 16).

Artistes (The Big Top Arena), :
- Wet Wet Wet, Heather Small, James Walsh, Simply Dylan (jeudi 13).
- Haçienda Classical, Jax Jones, Sigala, Freya Ridings, Sea Girls, Bang Bang Romeo (vendredi 14).
- Garbage, Friendly Fires, Miles Kane, Yungblud, Picture This (en), Palaye Royale, Billy Lockett, The Snuts (en) (samedi 15).
- Keane, Dermot Kennedy, The Coral, Idles, Starsailor, Ward Thomas (en), Feet, Fatherson (en), Lauran Hibberd (en) (dimanche 16).

### Isle of Wight Festival 2020
L'édition 2020, initialement programmée pour le 11 - 14 juin, a été annulée en raison de la pandémie de Covid-19.
Artistes programmés (scène principale) :
- Lionel Richie, Lewis Capaldi, Pete Tong & The Heritage Orchestra, Becky Hill, You Me at Six, Lona (vendredi 12).
- Snow Patrol, The Chemical Brothers, Sam Fender, James Arthur, All Saints, Lightning Seeds, Roachford, Rothwell, Asylums (samedi 13).
- Duran Duran, Black Eyed Peas, Supergrass, Dido, James Vincent McMorrow, Seasick Steve, Megan McKenna (dimanche 14).

Artistes programmés (The Big Top Arena) :
- Happy Mondays, Foor, Natasha Bedingfield, Are You Experienced? (jeudi 11).
- Primal Screams, Shed Seven, Sigma, Joy Crookes, The Lathums (en), Donna Missal (en), Rebecca Hurn (vendredi 12).
- Kaiser Chiefs, Example, Sam Feldt, Maxïmo Park, The Manor, Ella Henderson, Lyra, Dylan John Thomas (samedi 13).
- Razorlight, Maisie Peters, New Rules, JC Stewart (en), Balcony (dimanche 14).

Du 12 au 14 juin 2020, Absolute Radio et Sky Arts ont tous les deux organisé des festivals virtuels, diffusant différents extraits des précédents festivals, y compris celui de 1970.

### Isle of Wight Festival 2021
- Dates : 17 - 20 juin 2021 (reporté au 16 - 19 septembre 2021)[note 1]

Artistes (scène principale) :
- Lionel Richie, Lewis Capaldi, Jess Glynne, Becky Hill, You Me at Six, Lona (vendredi 17).
- Snow Patrol, Pete Tong & The Heritage Orchestra, Sam Fender, James Arthur, All Saints, Lightning Seeds, Roachford, Rothwell, Asylums (samedi 18).
- Duran Duran, The Script, Supergrass, Carly Rae Jepsen, James Vincent McMorrow, Seasick Steve, Megan McKenna (en) (dimanche 19).

Artistes (The Big Top Arena) :
- Happy Mondays, Foor, Natasha Bedingfield, Are You Experienced? (jeudi 16).
- Primal Scream, Shed Seven (en), Sigma, Joy Crookes, The Snuts (en), Donna Missal (en) (vendredi 17).
- Kaiser Chiefs, Example, Sam Feldt, Maxïmo Park, The Manor, Ella Henderson, Dylan John Thomas, Rebbeca Hurn (samedi 18).
- Razorlight, Mavis Staples, Maisie Peters, The Alarm, New Rules (en), Lyra (en), Balcony (dimanche 19).

Sky Arts a diffusé les prestations de Becky Hill, Kaiser Chiefs et Razorlight, ainsi que d'autres artistes.

### Isle of Wight Festival 2022
- Dates : 16 - 19 juin 2022

Artistes (scène principale) :

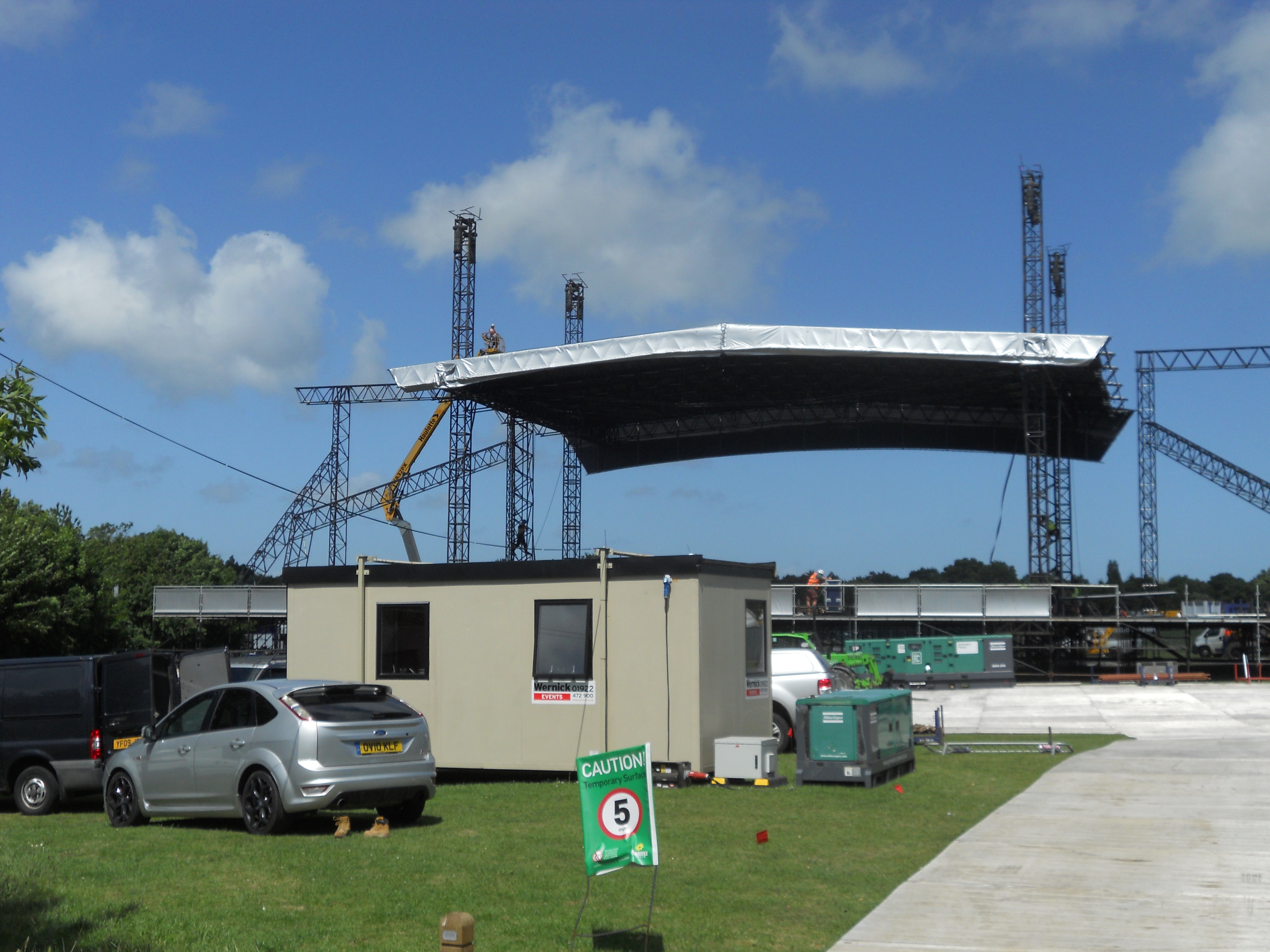
Montage de la scène principale en 2022

- Lewis Capaldi, Madness, Nile Rodgers & Chic, Sigrid, The Vaccines (vendredi 17).
- Kasabian, Pete Tong, Blossoms, Paul Heaton & Jacqui Abbott (en), Jessie Ware, The Proclaimers, The Fratellis, Chinchilla (en), Greek Tragedies (samedi 18).
- Muse, Rudimental, Tom Grennan, UB40 ft. Ali Campbell, Freya Ridings, Mavis Staples, Del Amitri, Morgan Wade, Beth Brookfield (dimanche 19).

Artistes (The Big Top Arena) :
- Happy Mondays, Heather Small, The Compozers (en), Rick Parfitt Jnr Band (jeudi 16).
- Craig David presents TS5, Sea Girls, The Snuts, Mimi Webb (en), The Academic, Ewan Mainwood (vendredi 17).
- Shaggy, Joel Corry, Nathan Dawe (en), Griff, The Amazons, Mark Owen, Everyone You Know, Since September (en), Germein (samedi 18).
- The Kooks, The Charlatans, The Coral, Mae Muller, Wet Leg, Nina Nesbitt, Toyah, Max, Overpass (dimanche 19).

### Isle of Wight Festival 2023
- Dates : 15 - 18 juin 2023

Artistes programmés (scène principale),, :
- Pulp, The Courteeners, OneRepublic, Sugababes, Sophie Ellis-Bextor (vendredi 16).
- George Ezra, The Chemical Brothers, N-Dubz, Anne-Marie, Sam Ryder, Gabrielle, Scouting for Girls (samedi 17).
- Robbie Williams, Blondie, Niall Horan, James Bay, Mika, Ella Henderson (dimanche 18).

Artistes programmés (The Big Top Arena),, :
- Groove Armada, Oh My God! It's The Church (jeudi 15).
- The Human League (vendredi 16).
- Example, The Reytons (samedi 17).
- Manic Street Preachers, Echo and the Bunnymen, The Enemy, Gang of Youths (en) (dimanche 18).

## Divers
- En 1969, le chanteur français Michel Delpech célèbre le festival avec sa chanson Wight Is Wight.
- Le festival de 1970 est filmé par le réalisateur Murray Lerner afin de l'incorporer dans un documentaire intitulé Message to Love: The Isle of Wight Festival, qui sort en salles en 1997.

Plusieurs enregistrements effectués pendant le festival de 1970 ont été publiés :
- Jimi Hendrix : Live Isle of Wight '70, Isle of Wight, Blue Wild Angel: Live at the Isle of Wight (CD et DVD)
- The Who : Live at the Isle of Wight Festival 1970
- Emerson, Lake & Palmer : Live at the Isle of Wight Festival 1970
- Jethro Tull : Nothing Is Easy: Live at the Isle of Wight 1970